# Эрфуртский конгресс
Эрфуртский конгресс (Эрфуртский съезд) — переговоры между Наполеоном и российским императором Александром I, проходившие в период с 27 сентября по 14 октября 1808 года в Эрфурте. Их результатом стало подписание союзного договора между императорами, который, однако, впоследствии не соблюдался.

## Предшествующие события
Летом 1808 года французская армия внезапно потерпела серьёзное поражение в Испании. Французский император с тревогой следил за военными приготовлениями Австрии и искал поддержки России для того, чтобы держать Вену под контролем. Но отношения с Александром с момента заключения в 1807 году договора о дружбе перестали быть безоблачными. Надежды Александра получить от Франции поддержку в борьбе против Османской империи не оправдались, а участие в континентальной блокаде Англии неблагоприятно отражалось на России. В этих условиях Наполеон созвал княжеский конгресс в Эрфуртском княжестве, остававшемся французским эксклавом в Тюрингии. Многочисленные немецкие князья-вассалы из Рейнского союза служили отличной декорацией для демонстрации власти перед российским императором. Блестящая программа конгресса также должна была произвести впечатление на его участников. Номинально конгресс являлся встречей первых лиц континентальной Европы. Фактической целью конгресса была координация внешне- и военно-политических действий с Рейнским союзом и согласование долгосрочных планов с Российской империей.

## Официальная часть конгресса
Императоры встречались часто и не упускали возможности для того, чтобы продемонстрировать общественности сердечность в их отношениях. Этой цели служили роскошные театральные постановки «Комеди Франсез» в Императорском зале Эрфурта. В содержательном плане участники переговоров не продвинулись ни на шаг, хотя и подписали 12 октября формальный союзный договор, не имевший никаких последствий для сторон.

## Культурная программа конгресса
Конгресс запомнился блестящими приёмами, выездами на природу, охотами и ежевечерними театральными представлениями в эрфуртском Императорском зале и другими представительскими мероприятиями политической и общественной направленности.
Наполеон I Бонапарт, чтобы развлечь российскую делегацию, выписал из Парижа труппу лучших драматических актеров, причём из них особенно понравилась императору Александру Павловичу Мари-Терез-Этьенетта Бургоен. По желанию Бонапарта, Бургоен отправилась в Российскую империю, где стала любовницей русского Государя.
Наполеон использовал возможности конгресса для того, чтобы познакомиться с тремя выдающимися умами — политическим публицистом и поэтом Кристофом Мартином Виландом (предсказавшим Наполеону славу, когда тот был ещё простым генералом), известным историком Иоганнесом фон Мюллером (с которым он беседовал о Цезаре) и величайшим поэтом Германии Иоганном Вольфгангом Гёте (обладавшим для Наполеона пропагандистской ценностью).
Встреча Наполеона и Гёте получила особый резонанс. Император принял поэта в Эрфурте, обсуждал с ним «Страдания юного Вертера» и наградил его крестом Почётного легиона. Наполеон также принял участие в одной из постановок веймарского театра.